# Charles McGhee
Charles E. McGhee (auch Charles McGee, * 10. Oktober 1942 in Laurel (Mississippi); † 5. September 2002 in New York City) war ein US-amerikanischer Jazztrompeter und Arrangeur.
McGhee besuchte die Oak Park High School und erwarb den Bachelor in Musik an der Jackson State University, um Ende der 1960er Jahre nach New York zu ziehen. Mit unterschiedlichen Formationen von Archie Shepp (bis hin zur Attica Blues Big Band) und dem Sam Wooding Orchestra ging er auf Europatournee. Er arbeitete auch mit eigener Gruppe, mit der er u. a. auf den Bahamas auftrat. Unter eigenem Namen legte er 2002 das Album Finally vor. Im Laufe seiner Karriere arbeitete er als Musiker bzw. als Arrangeur/Orchesterleiter mit Max Roach, Lionel Hampton, Lou Rawls, Pearl Bailey, Frank Foster, Roland Kirk (Blacknuss 1971), Eubie Blake, Heiner Stadler und kurzzeitig 1973 auch bei Charles Mingus.  Er starb im September 2002 im New Yorker St. Vincent’s Hospital.

## Diskographische Hinweise
- Roland Kirk: Volunteered Slavery (Atlantic, 1968)
- Roland Kirk: Prepare Thyself to Deal With a Miracle (Atlantic, 1973)
- Frank Foster  – The Loud Minority (Mainstream Records, 1974)
- Heiner Stadler Featuring Charles McGhee / Richard Davis / Brian Brake – Jazz Alchemy - Six Pieces For Trumpet, Bass and Drums (Labor, 1976)
- Archie Shepp Sextet – Passport to Paradise (1981)
- Archie Shepp: Down Home in New York (Soul Note, 1984)